# Haplostichanthus
Haplostichanthus es un género de plantas fanerógamas con ocho especies perteneciente a la familia de las anonáceas. Son nativas de Australia.

## Taxonomía
El género fue descrito por Ferdinand von Mueller y publicado en Victorian Naturalist; Journal and Magazine of the Field naturalist's Club of Victoria 7: 180. 1891.  La especie tipo es: Haplostichanthus johnsonii

## Especies
| - Haplostichanthus gamopetala - Haplostichanthus heteropetala - Haplostichanthus johnsonii - Haplostichanthus johnsoni | - Haplostichanthus lanceolata - Haplostichanthus longirostris - Haplostichanthus novoguineensis - Haplostichanthus stellatus |